# Bagó (dohányzás)
Bagózás a dohányzás azon formája, melynek során a megperzselt, félig összeégett pipadohányt, a bagót nem elszívják, hanem elrágják, nedvét esetleg lenyelik.  A bagót hátsó fogukra nyomkodják, rágják és nagyokat köpködnek tőle. A nikotin a száj nyálkahártyájáról szívódik fel. A szokás olyan társadalmi-foglalkozási csoportok tagjai körében terjedt el nagyobb mértékben, ahol tilos volt a nyílt láng használata, s ezért a dohányzás megszokott formái is; így a hajósoknál, a huszárok és a bányászok között.
Más értelemben bagózásnak nevezik azt a jelenséget, melynek során egyes, főleg idősebb vagy hibás fogazatú állatok a szájukban felpuhított takarmány rostját visszaejtik a jászolba.